# Sang Bast
Sang Bast (persiska: سنگ بست) är en ort i Iran.   Den ligger i provinsen Khorasan, i den nordöstra delen av landet, 800 km öster om huvudstaden Teheran. Sang Bast ligger 1 116 meter över havet och antalet invånare är 670.
Terrängen runt Sang Bast är huvudsakligen platt, men österut är den kuperad. Runt Sang Bast är det ganska tätbefolkat, med 185 invånare per kvadratkilometer. Närmaste större samhälle är Molkābād, 16,2 km väster om Sang Bast. Omgivningarna runt Sang Bast är i huvudsak ett öppet busklandskap.